# Christian Morgenstern
Pour les articles homonymes, voir Morgenstern.
Christian Morgenstern (6 mai 1871 à Munich - 31 mars 1914 à Mérano) est un écrivain et poète allemand.

## Biographie
Morgenstern poursuit ses études au lycée Sainte-Marie-Madeleine de Breslau.
Juriste formé à l’université de Breslau, il est l’inventeur, dans sa jeunesse, d’une désopilante « poésie humoristico-fantastique » qu’il développe dans ses Galgenlieder (Chants du gibet). Homme de théâtre, auteur satirique pour le cabaret berlinois Schall und Rauch de Max Reinhardt, éditeur du magazine Deutscher Geist, il a écrit une abondante œuvre poétique. Ses contes, poèmes, lieders sont connus de tous les enfants d’Allemagne, et il n’est d’école où l’on ne chante ses Kinderlieder (chansons pour enfant).
Il est l'auteur de lieder, mis en musique par Felix Weingartner, Zemlinsky, Hindemith, dans lesquels il chante des univers intimes, mais dont l’anecdote initiale s’élève toujours vers une interrogation spirituelle : chez ce poète, le tissu des métaphores s'enrichit d'une conceptualisation proche de la philosophie nietzschéenne.
Il est le traducteur d'Ibsen, de Strindberg et de Knut Hamsun.
En 1910, il épouse Margareta Gosebruch von Liechtenstern et se lie d'amitié avec Rudolf Steiner et fut un membre de la Société anthroposophique universelle.
Il meurt de la tuberculose.
Certains de ses textes furent interdits par les nazis, notamment ceux de ses deux derniers recueils Ich und Du (Toi et Moi) et Wir fanden einen Pfad (Nous trouvâmes un sentier).

## Œuvres
- In Phanta's Schloss, 1895
- Auf vielen Wegen, 1897
- Ich und die Welt (Moi et le monde), 1898
- Ein Sommer, 1900
- Und aber ründet sich ein Kranz, 1902
- Galgenlieder (Les chansons du gibet), 1905
- Palmström, Korf und Palma Kunkel, 1906
- Melancholie (Mélancolie), 1906
- Einkehr, 1910
- Ich und Du (Toi et moi), 1911
- Wir fanden einen Pfad (Nous trouvâmes un sentier) 1914

## Enregistrements
- Otto Sander liest Christian Morgenstern, le comédien allemand Otto Sander (prix Ernst-Lubitsch) présente une lecture des textes de Christian Morgenstern, accompagnement musical Dicky Hank, CD Randomhouse  (ISBN 3-89830-676-3)

## Traductions
- Quarante poèmes mystiques  (trad. Charles Astruc), Triades, 1971
- Laloula, comptines et chansons du gibet  (trad. Jacques Busse), NordSud, 1995, 44 p. (ISBN 978-3-314-20851-5)
- Les Chansons du gibet - traduction intégrale de Jacques Busse (2001-2004) :
  - (de + fr) Les chansons du gibet — I. Die Galgenlieder  (trad. Jacques Busse), Le Temps qu'il fait, 2001, 136 p. (ISBN 2-86853-346-9)
  - (de + fr) Les chansons du gibet — II. Palmström  (trad. Jacques Busse), Paris, Le Temps qu'il fait, 2001, 101 p. (ISBN 2-86853-347-7)
  - (de + fr) Les chansons du gibet — III. Palma Kunkel  (trad. de l'allemand par Jacques Busse), Cognac, Le Temps qu'il fait, 2001, 150 p. (ISBN 2-86853-345-0)
  - (de + fr) Les chansons du gibet — IV. Der Gingganz  (trad. de l'allemand par Jacques Busse), Cognac, Le Temps qu'il fait, 2004, 179 p. (ISBN 2-86853-401-5)
- Nous trouvâmes un Sentier, suivi de Toi et Moi  (trad. Dominique Blumenstihl-Roth), Peleman, 2011 (ISBN 978-2-9522261-1-0 et 2-9522261-1-3)

Le poème Le Loup-garou (Der Werwolf) dans une traduction de R. Platteau est disponible « ici ».

## Adaptations
La compositrice suisse Caroline Charrière a mis en musique plusieurs poèmes de Morgenstern: Wie oft wohl bin ich schon gewandelt (1989), Stör nicht den Schlaf (1990), Ich stand in der Tür (1990).